# ドイツアヤメ
ドイツアヤメ (Iris germanica) は、アヤメ科アヤメ属の植物の一種。別名のジャーマンアイリスで呼ばれることが多い。

## 特徴
本種は、アヤメ属の植物を交雑して作出されたもので野生のものはない。ヨーロッパに野生する自然交雑種ゲルマニカをもとにして、1800年代の初期にドイツ、フランスで品種改良された。その後、アメリカが多数の品種を出している。非常に多くの品種があり、色とりどりの花を咲かせることから、虹の花（レインボーフラワー）と呼ばれる。花弁のつけ根の近くにブラシのように毛が密生しているが特徴で、花期は5 - 6月ごろである。香りが強く、「匂いアイリス」の別名を持つ。

## 関連項目

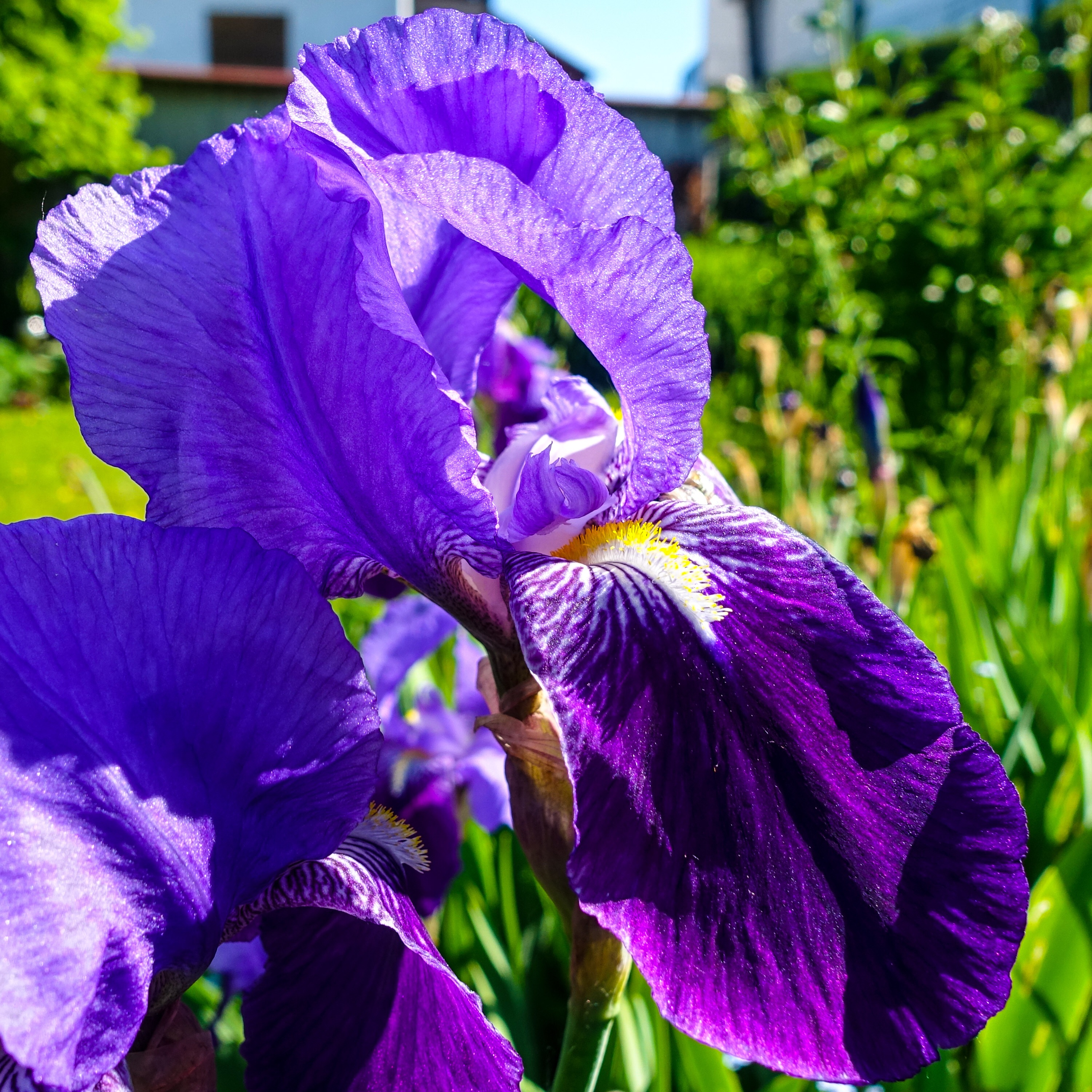
ドイツアヤメ